# Raffaele Garzia
Raffaele Garzia (Cagliari, 22 dicembre 1923 – Cagliari, 17 novembre 2010) è stato un politico italiano.

## Biografia
Era figlio di un cugino primo del critico letterario Raffa Garzia.